# Bimbo (Středoafrická republika)
Bimbo je druhé největší město Středoafrické republiky. Je vzdáleno cca 8 kilometrů od centra hlavního a největšího města Středoafrické republiky: Bangui, urbanisticky je s ním ale srostlé. Je to hlavní město prefektury Ombella-Mpoko. Žije zde přibližně 124 tisíc obyvatel.
Bimbo leží na pravém břehu řeky Ubangi, která zde tvoří hranici Středoafrické republiky a Demokratické republiky Kongo. V Bimbo se také nachází soutok řek Ubangi a La M'Poko. Hranice Středoafrické republika a Konga (Brazzaville) je vzdálena cca 80 kilometrů.

## Vývoj počtu obyvatel
Počet obyvatel roste:
| Rok  | Počet obyvatel |
| ---- | -------------- |
| 1975 | 3576           |
| 1988 | 10 751         |
| 1996 | 22031          |
| 2003 | 124176         |
| 2007 | 146 550        |
| 2012 | 250 195        |
| 2013 | 267 859        |